# Theo van Gogh (marxant d'art)
Theodorus «Theo» van Gogh (1 de maig del 1857 - 25 de gener del 1891) fou un marxant d'art neerlandès. Era el germà petit de Vincent van Gogh, el suport financer indefectible del qual permetia al seu germà dedicar-se totalment a pintar. Theo morí als 33 anys, uns quants mesos després que Vincent, mort als 37.
La relació entre els dos germans fou objecte de la pel·lícula Vincent & Theo (1990), dirigida per Robert Altman. El besnet de Theo van Gogh, també anomenat Theo van Gogh, fou un director cinematogràfic, famós per la seva crítica controvertida de l'islam. Fou assassinat per un holandès d'origen marroquí el 2004.

## Biografia
Theodorus "Theo" van Gogh nasqué a Groot-Zundert, poble de la província del Brabant del Nord, als Països Baixos. Era el fill de Theodorus van Gogh i Anna Cornelia Carbentus. El seu germà gran era Vincent Van Gogh (1853-1890), que més tard es convertiria en un pintor famós.
Theo admirà el seu germà tota la vida. Però comunicar-se amb ell li era difícil, fins i tot abans que Vincent optés per seguir la seva vocació artística. Sobretot, divergien en els criteris estètics dels estàndards. Theo es preocupava sovint per la salut mental de Vincent, i era dels pocs que l'entenien.

### Negoci

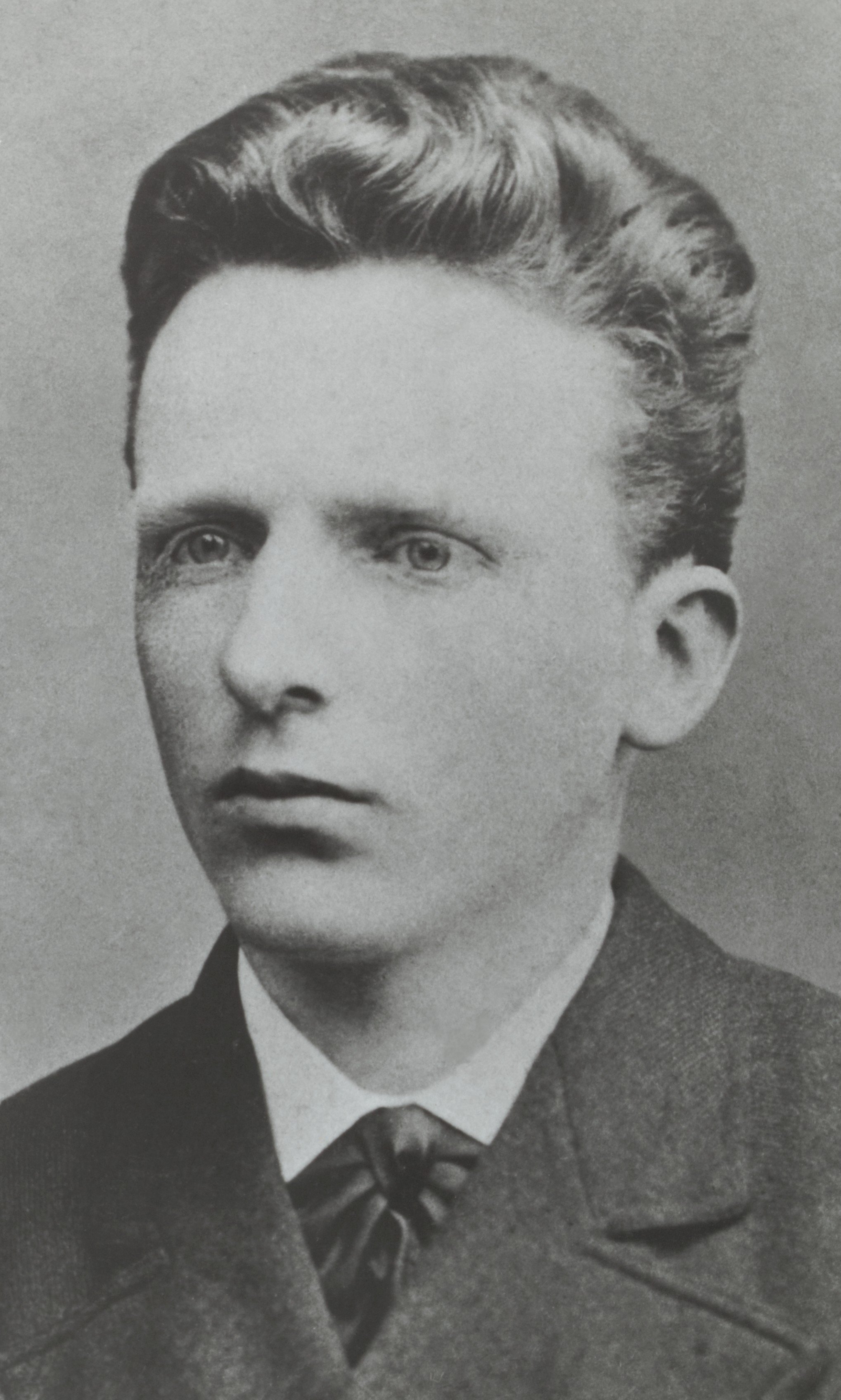
Theo van Gogh el 1872

Vincent treballà uns anys a l'oficina holandesa de La Haia dels comerciants d'art parisencs Goupil & Cie, i Theo entrà a l'oficina de Brussel·les l'1 de gener del 1873 com l'empleat més jove. Després que Vincent fos transferit a l'oficina de Londres, Theo passà a l'oficina de la Haia, on es convertí en un reeixit marxant d'art. El 1884, fou traslladat a la seu central de París. A partir de l'hivern del 1880-1881, enviava materials de pintura, així com suport financer mensual, a Vincent, que havia retornat als Països Baixos.

### Vida privada
A París, Theo conegué Andries Bonger i la seva germana Johanna, amb qui es va casar a Amsterdam el 17 d'abril del 1889. La parella es va instal·lar a París, on el 31 de gener del 1890 hi nasqué el seu fill Vincent Willem. El 8 de juny, la família va visitar Vincent, que vivia llavors a Auvers-sur-Oise, prop de París. Vincent va morir d'un tret autoinfligit el juliol del 1890 a l'edat de 37 anys, i Theo moria el gener del 1891 a l'edat de 33 anys, aparentment de demència paralítica, l'últim estadi de la sífilis.

### Marxant i artista
Theo fou cabdal en la popularització d'artistes impressionistes com Claude Monet i Edgar Degas, mercès a persuadir els seus caps, Goupil & Cie, perquè exhibissin i compressin els seus treballs. A peticions, només, Theo sembla haver mostrat les pintures de Vincent, però evidentment, un aprenent lleial de Goupil & Cie, mai no en vengué cap.
Els dos germans mantenien una correspondència intensa, i Theo sovint animava el seu germà quan estava deprimit. Aquestes cartes s'han recollit i publicat en llibres.
El 1886, convidà Vincent a viure amb ell, i a partir del març d'aquell any compartiren una casa a Montmartre. Theo presentà Vincent a Paul Gauguin, Paul Cézanne, Henri de Toulouse-Lautrec, Henri Rousseau, Camille Pissarro i Georges Seurat, i el 1888 persuadí Gauguin de reunir-se amb Vincent, que mentrestant s'havia traslladat a Arle.